# بخش فولادشهر
بخش فولادشهر، یکی از بخش‌های شهرستان لنجان است. بخش فولادشهر دومین بخش بزرگ شهرستان لنجان استان اصفهان می باشد.

## تقسیمات کشوری
- بخش فولادشهر
  - دهستان خرم‌رود
  - دهستان اشیان شمالی
  - شهر: فولادشهر

## جمعیت
براساس سرشماری عمومی نفوس و مسکن در سال ۱۴٠٠، جمعیت بخش فولادشهر برابر با ۱۴۲ هزار نفر نفر بوده‌است.